# Pseudopilinurgus
Pseudopilinurgus är ett släkte av skalbaggar. Pseudopilinurgus ingår i familjen Cetoniidae.
Kladogram enligt Catalogue of Life:
| Pseudopilinurgus | \| \| Pseudopilinurgus aciculatus \| \| \| \| \| \| Pseudopilinurgus cribrosus \| \| \| \| \| \| Pseudopilinurgus erratus \| \| \| \| |
|                  | \| \| Pseudopilinurgus aciculatus \| \| \| \| \| \| Pseudopilinurgus cribrosus \| \| \| \| \| \| Pseudopilinurgus erratus \| \| \| \| |
|                  | Pseudopilinurgus aciculatus |
|                  | |
|                  | Pseudopilinurgus cribrosus |
|                  | |
|                  | Pseudopilinurgus erratus |
|                  | |